# Maria Luísa Cordeiro
Maria Luísa Cordeiro (São Paulo) fue una escritora brasileña que incursionó en el género novela.
Debutó en 1945 con la novela Um olhar para a vida, con el que recibió el Premio Antônio de Alcântara Machado de la Academia Paulista de Letras. Le siguió luego la novela Onde o céu começa en 1946 y Quando morre o outono en 1949, trabajo con el que fue considerada dentro de la oleada de escritoras paulistas de importancia de la década de 1940 junto a Maria José Dupré, Lúcia Benedetti, Ondina Ferreira y Anésia de Andrade Lourenção.

## Obras
- Um olhar para a vida (Livraria do globo, 1945).
- Onde o céu começa (Globo, 1946).
- Quando morre o outono (Editôra Globo, 1949).